# Sitor Situmorang

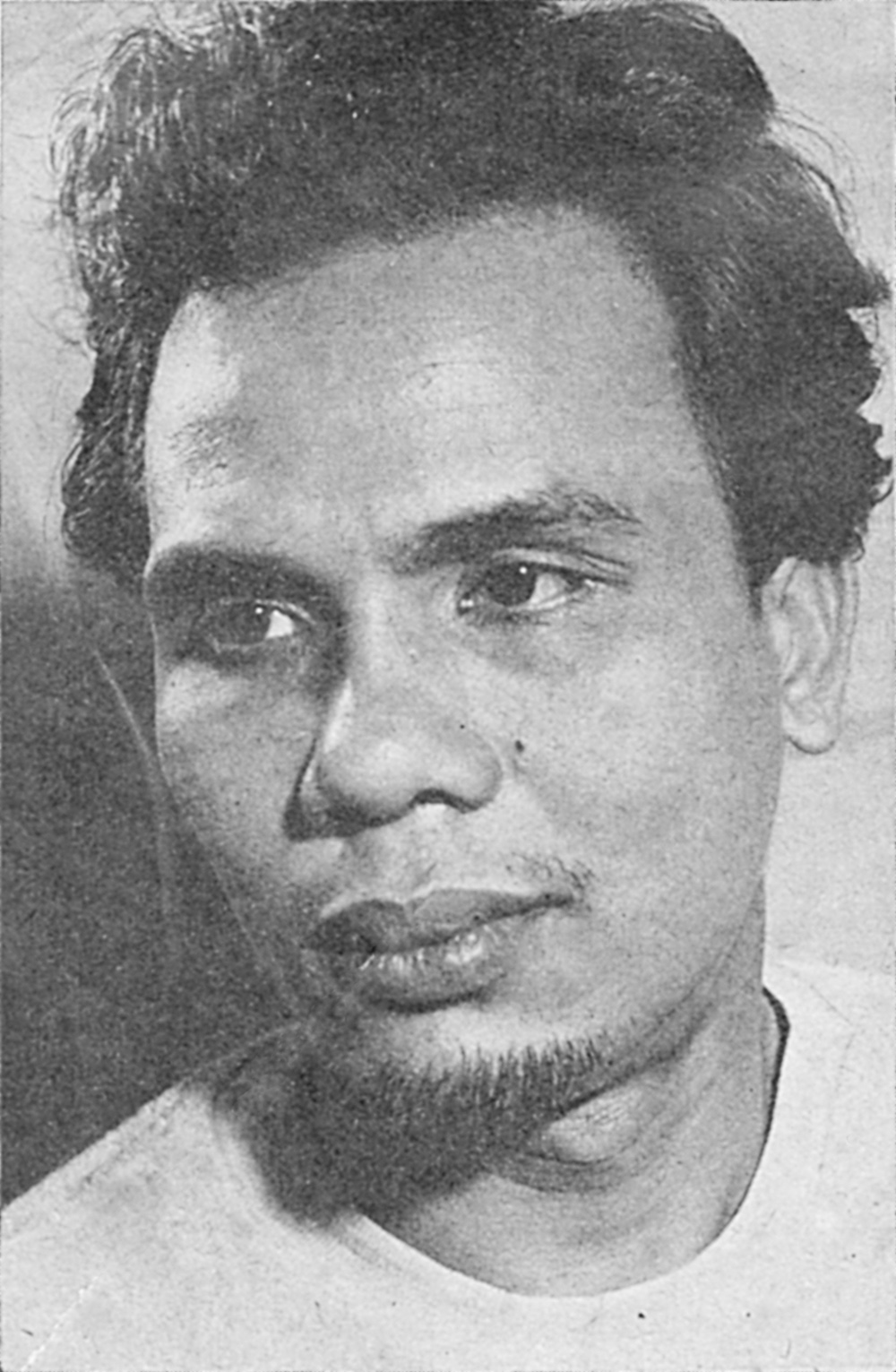
Sitor Situmorang (1955)

Sitor Situmorang (* 2. Oktober 1923 in Harianboho, Kabupaten Tapanuli, Provinz Nord-Sumatra; † 21. Dezember 2014 in Apeldoorn, Niederlande) war ein indonesischer Schriftsteller, der zur literarischen Gruppe Angkatan 45 gehörte.

## Leben
Situmorang wurde auf der Insel Samosir im Tobasee im Land der Batak geboren. Er arbeitete 1943 in Singapur, 1950–1951 in Amsterdam, und bis 1952 in Paris, wo er in der diplomatischen Vertretung Indonesiens arbeitete und vom Existenzialismus beeinflusst wurde. Nach seiner Rückkehr nach Indonesien entfaltete sich sein dichterisches Werk; jedoch litt er in dieser Zeit an sozialer Isolation, einem Gefühl des Unbehaustseins und der Beziehungslosigkeit, worin er sich mit Camus verglich. Er fand seine Identität gleich doppelt in Frage gestellt: als Batak auf Java und als Indonesier im Ausland. In Schnee in Paris (1956) beschreibt er die Entfremdungsgefühle und Unbehaustheit eines jungen indonesischen Künstlers in Paris.
Von 1956 bis 1957 studierte Situmorang in Kalifornien und bereiste die Sowjetunion, China und Zentralasien. Später lebte er in Leiden (1982–1990) und ab 1991 in Islamabad. Zuletzt wohnte er in Jakarta.
In der Suhartozeit wurde er nach dem Militärputsch von 1965 ab 1967 für acht Jahre bis 1975 inhaftiert. Bekannt war er vor allem für seine Gedichte und Kurzgeschichten, die um die Natur und das Leben der Menschen in seiner Heimat in Nordsumatra kreisten. 

## Werke
- Surat Kertas Hidjau: kumpulan sadjak. 1953
- Djalan Mutiara: kumpulan tiga sandiwara. 1954
- Dalam Sadjak. 1955
- Wadjah Tak Bernama: kumpulan sadjak. 1955
- Pertempuran dan Saldju di Paris. 1956 („Schnee in Paris“)
- Zaman Baru. 1962